# Sea Life London
Sea Life London is een aquarium in de Britse hoofdstad Londen gelegen aan de Theems tussen de London Eye en de Westminster Bridge. 
Het aquarium opende in maart 1997 als het London Aquarium. In April 2008 werd het opgekocht door Merlin Entertainments en ging het in 2009 na een verbouwing van een jaar verder onder zijn huidige naam. In 2010 verhuisde 10 ezelspinguïns van de Edinburgh Zoo naar het aquarium.